# لئون فلامنگ
لئون فلامنگ (فرانسوی: Léon Flameng‎؛ ۳۰ آوریل ۱۸۷۷ – ۲ ژانویهٔ ۱۹۱۷) یک دوچرخه‌سوار اهل فرانسه بود.
از افتخارات وی میتوان به کسب مدال طلا ۱۰۰ کیلومتر، مدال نقره ۱۰ کیلومتر و مدال برنز اسپرینت دوچرخه‌سواری در بازی‌های المپیک تابستانی ۱۸۹۶ اشاره کرد.